# Kaapse Wynland
District Kaapse Wynland (Afrikaans: Kaapse Wynland Distriksmunisipaliteit, Xhosa: uMasipala weSithili seZidiliya, Engels: Cape Winelands District Municipality), voorheen Boland geheten, is een district in de Zuid-Afrikaanse provincie West-Kaap en telt 787.490 inwoners. Het omvat de beroemde Kaapse wijnlanden.

## Gemeenten in het district[4]
- Breedevallei
- Drakenstein
- Langeberg
- Stellenbosch
- Witzenberg